# Naracoorte (ort i Australien)
Naracoorte är en ort i Australien. Den ligger i kommunen Naracoorte and Lucindale och delstaten South Australia, omkring 300 kilometer sydost om delstatshuvudstaden Adelaide. Antalet invånare är 5 674.
Trakten runt Naracoorte är nära nog obefolkad, med mindre än två invånare per kvadratkilometer.. Naracoorte är det största samhället i trakten. 
Trakten runt Naracoorte består till största delen av jordbruksmark. Genomsnittlig årsnederbörd är 808 millimeter. Den regnigaste månaden är juli, med i genomsnitt 137 mm nederbörd, och den torraste är februari, med 17 mm nederbörd.